# الآنسة ماربل
جين ماربل، والتي تعرف أيضاً باسم مس ماربل أو الآنسة ماربل (بالإنجليزية: Miss Marple)‏، هي شخصية خيالية في روايات الجريمة والقصص القصيرة لأجاثا كريستي. تعيش جين ماربل في قرية سانت ماري ميد وتعمل كمحقق استشاري هاوٍ. غالبًا ما توصف بأنها عانس عجوز، [3] [4] وهي واحدة من أشهر شخصيات كريستي وقد صُورت عدة مرات على الشاشة.
كان أول ظهور لها في قصة قصيرة نشرت في المجلة الملكية في ديسمبر 1927 بعنوان ملهى يوم الثلاثاء الليلي والتي تحولت فيما بعد الفصل الأول من وراية المشكلات الثلاث عشرة التي صدرت عام 1932. كان أول ظهور لها في رواية كاملة الطول في رواية جريمة في القرية عام 1930، وآخر ظهور لها كان في الجريمة النائمة في عام 1976.
من أقوال الآنسة ماربل المشهورة والتي قيلت في أكثر من رواية هي «الشباب يعتقدون أن العجائز حمقى، لكن العجائز يعرفون أن الشباب حمقى».

## الأعمال الأدبية
كتبت أجاثا كريستي 12 رواية و 20 قصة قصيرة ظهرت فيها شخصية الآنسة ماربل.
| الروايات 1. جريمة في القرية (1930) 2. جثة في المكتبة (1942) 3. الإصبع المتحرك (1942) 4. إعلان عن جريمة (1950) 5. خداع المرايا (1952) 6. جيب مملوء بالحبوب (1953) 7. قطار 4.50 من بادنغتون (1957) 8. المرآة المكسورة (1962) 9. لغز الكاريبي (1964) 10. في فندق بيرترام (1965) 11. انتقام العدالة (1971) 12. الجريمة النائمة (1976) | القصص 1. ثلاثة عشر لغزا (1932) 2. لغز الزوارق وقصص أخرى (1939) 3. ثلاثة فئران عمياء وقصص أخرى (1950) 4. مغامرة كعكة العيد وقصص أخرى (1960) 5. الخطيئة المزدوجة وقصص أخرى (1961) 6. قضايا الآنسة ماربل الأخيرة وقصتان (1979) |

### الإنتاجات المسرحية
- في عام 1974، تم عرض مسرحية جريمة في بيت الكاهن
- في سبتمبر عام 1977 تم عرض مسرحية عن رواية إعلان عن جريمة

### الإنتاجات الإذاعية
قد تم بث بعض القصص عن روايات أجاثا كريستي في مذياع بي بي سي من عام 1993 إلى عام 2001
| العنوان               | عدد الحلقات | بث الحلقات | تاريخ البث الأصلي             |
| --------------------- | ----------- | ---------- | ----------------------------- |
| جريمة في القرية       | 5           | يومي       | 26-30 ديسمبر 1993             |
| جيب مملوء بالحبوب     | 1           |            | 11 فبراير 1995                |
| في فندق بيرترام       | 5           | يومي       | 25-29 ديسمبر 1995             |
| قطار 4.50 من بادنغتون | 1           |            | 29 مارس 1997                  |
| لغز الكاريبي          | 5           | أسبوعي     | 30 أكتوبر - 27 نوفمبر 1997    |
| المرآة المكسورة       | 1           |            | 29 أغسطس 1998                 |
| انتقام العدالة        | 5           | أسبوعي     | 9 نوفمبر - 7 ديسمبر 1998      |
| جثة في المكتبة        | 1           |            | 22 مايو 1999                  |
| إعلان عن جريمة        | 5           | أسبوعي     | 9 أغسطس - 6 سبتمبر 1999       |
| الإصبع المتحرك        | 1           |            | 5 مايو 2001                   |
| خداع المرايا          | 5           | أسبوعي     | 23 يوليو 2001 - 20 أغسطس 2001 |
| الجريمة النائمة       | 1           |            | 8 ديسمبر 2001                 |